# Sistem Activa
Multilateralni kliring Activa je plačilni sistem, v katerem se izvajata obračun in poravnava denarnih terjatev in obveznosti iz naslova transakcij s karticami Activa v Sloveniji (kreditne in plačilne kartice MasterCard, Visa, Activa ter debetne kartice Maestro, Cirrus in Visa Electron). Nastal je leta 1992 v okviru Banke Koper (zdaj Banka Intesa Sanpaolo).
Upravlja ga Banka Intesa Sanpaolo, ki skrbi za obračun denarnih terjatev in obveznosti, medtem ko poravnavo le teh enkrat dnevno izvaja Banka Slovenije na poravnalnih računih udeležencev v plačilnem sistemu TARGET-2 Slovenija.

### Banke in hranilnice članice
- BKS Bank AG, Bančna podružnica
- Sberbank banka
- Gorenjska banka
- Hranilnica LON
- Primorska hranilnica Vipava
- Banka Intesa Sanpaolo
- Deželna banka Slovenije

### Nekdanje članice[2][3][4]
- Banka Celje
- Dolenjska banka
- Raiffeisen (Krekova) banka
- NKBM
- Poštna banka Slovenije
- Volksbank - Ljudska banka
- Probanka